# Saint-Étienne-sur-Usson
Saint-Étienne-sur-Usson – miejscowość i gmina we Francji, w regionie Owernia-Rodan-Alpy, w departamencie Puy-de-Dôme.
Według danych na rok 1990 gminę zamieszkiwały 232 osoby, a gęstość zaludnienia wynosiła 15 osób/km² (wśród 1310 gmin Owernii Saint-Étienne-sur-Usson plasuje się na 618. miejscu pod względem liczby ludności, natomiast pod względem powierzchni na miejscu 616.).